# Боулс, Гэри
Гэ́ри Рей Бо́улс (англ. Gary Ray Bowles; 25 января 1962, Клифтон-Форедж, округ Аллегейни, штат Виргиния — 22 августа 2019, Брадфорд, штат Флорида) — американский серийный убийца, признанный виновным в убийстве по меньшей мере 3 человек с марта по ноябрь 1994 года в штатах Флорида, Джорджия и Мэриленд. До совершения серии убийств был дважды судим. Приговорён к смертной казни путём смертельной инъекции и казнён в 2019 году.

## Биография

### Ранние годы
Гэри Рей Боулс родился 25 января 1962 года, в местечке Клифтон-Форедж, округ Аллегейни, (штат Виргиния США). Был вторым ребенком в семье шахтера Френка Боулса и его жены Френсис. Когда Гэри было всего 6 месяцев, его отец умер от пневмоторакса, вызванного вредными условиями труда на шахте, а мать вскоре снова вышла замуж и семья переехала в дом отчима в городке Руперт, штат Западная Виргиния, однако уже очень скоро мать Боулса развелась с его первым отчимом и вышла замуж в третий раз. Второй отчим будущего убийцы был алкоголиком и дебоширом, часто избивал членов своей семьи. В результате чего Боулс с детских лет рос в атмосфере домашнего насилия, что постепенно озлобило его по отношению к окружающим.
В 1975 году в возрасте 13 лет, во время очередного дебоша отчима, Гэри Боулс дал тому отпор, в результате чего серьезно поранил его. Затем будущий преступник убежал из дома и начал бродяжничать, подрабатывая на различных неквалифицированных работах, а также занимаясь гомосексуальной проституцией. Тем не менее, сам Боулс позже заявлял, что ненавидит геев и всегда оставался гетеросексуалом.

### Первые преступления
В 1982 году Боулс впервые был арестован за избиение своей сожительницы, суд приговорил его к 8 годам лишения свободы.
Уже вскоре после освобождения в 1991 году Гэри Боулс совершил ограбление пожилой женщины, похитив у нее кошелек, а всего через несколько дней неудачно попытался угнать автомобиль. Преступника быстро арестовали и приговорили к пяти годам лишения свободы, однако за хорошее поведение Боулс вышел на свободу уже через 2,5 года — 30 декабря 1993 года.

### Серия убийств
После выхода на свободу Гэри Боулс продолжил вести бродяжнический образ жизни. Все убийства происходили по схожему сценарию. Боулс заходил в гей-бары, где знакомился с привлекшей его жертвой, после чего предлагал интимные услуги в обмен на кров и пропитание. После того как жертва соглашалась и приводила Боулса к себе домой он действовал различными путями: иногда сразу убивал, грабил дом и покидал место преступления, а иногда сожительствовал с жертвой некоторое время, после чего, улучив момент, совершал убийство и ограбление дома.
Первой жертвой Боулса стал 59-летний Джон Харди Робертс, которого преступник задушил и ограбил в городе Дейтона-Бич, штат Флорида 15 марта 1994 года. После совершения преступления Боулс пустился в бега, полиции довольно быстро удалось установить личность преступника и он был объявлен в розыск. Следующее убийство Боулс совершил 14 апреля 1994 года в Вентон-Глэмонт, (штат Мэриленд), жертвой стал 38-летний Девид Джарман, Боулс также похитил наличные деньги, кредитные карты и угнал машину убитого. Всего через три недели — 5 мая 1994 — преступник в городе Саванна совершил убийство 72-летнего Милтона Бредли, который, встретив Боулса в одном из питейных заведений, любезно предложил ему переночевать в своем доме. Через две недели 19 мая 1994 года Боулс убил в округе Нассо 47-летнего Алвисера Картера, ограбил его дом и угнал автомобиль жертвы.
13 июня 1994 года Гэри Боулс уже в Джэксонвилле, (штат Флорида) убил Альберта Морриса, дом которого также ограбил. В июле 1994 года Боулс остановился в недорогом хостеле. Один из его соседей по комнате опознал преступника по фотороботу, показанному в телепрограмме «Их разыскивает Америка», однако прибывшие полицейские задержав Боулса проявили служебную халатность. Дело в том, что за время своего кровавого странствия преступник отрастил густые усы и изменил прическу, в результате чего сотрудники правоохранительных органов не узнали его, и не став проверять подозреваемого по отпечаткам пальцев или другим особым приметам, просто отпустили. В тот же день Боулс покинул город, даже не забрав из номера свои личные вещи. После этого случая, очевидно испугавшись задержания, Боулс на четыре месяца «залег на дно», прекратив совершать убийства и грабежи.
В конце августа 1994 года Боулс в одном из гей-баров Джексонвилла познакомился с 47-летним Уолтером Хилтоном, с которым начал проживать в его трейлере. В ночь с 16 на 17 ноября 1994 года после совместного распития спиртных напитков с жертвой, Боулс, дождавшись, пока Хилтон уснет, забил его до смерти заранее подобранным для этих целей на улице кирпичом. После чего прожил с телом убитого в трейлере еще два дня.

### Арест, суд и казнь
Гэри Боулс довольно успешно избегал ареста, постоянно меняя внешность и перемещаясь по разным штатам. Кроме того, преступник использовал ряд вымышленных имен. 18 ноября 1994 года он был включен в список 10 самых разыскиваемых преступников США. Днем 22 ноября 1994 года Гэри Боулс был арестован в бюро по трудоустройству города Джексонвилл (штат Флорида), когда под псевдонимом Тим Уэтфилд пытался устроиться на работу плотником. Изначально Боулса обвинили только в двух убийствах Джона Харди Робертса и Уолтера Хилтона, однако вскоре он начал давать признательные показания и признался еще в четырех убийствах и ряде грабежей.
С мая по сентябрь 1996 года над Боулсом проходил суд, который 7 сентября 1996 года признал его виновным в шести убийствах и многочисленных грабежах и приговорил к смертной казни путем введения смертельной инъекции. Все попытки Боулса обжаловать приговор были безуспешны, в 1999 году он официально был подтвержден верховным судом штата Флорида. Последняя апелляция убийцы на приговор, поданная в Верховный суд США, была отклонена 17 августа 2006 года. Гэри Рей Боулс более 24 лет ожидал приведения приговора в исполнение в тюрьме штата Флорида.
11 июня 2019 года Верховный суд штата Флорида назначил дату казни Боулса.
Гэри Рей Боулс был казнён смертельной инъекцией в 18:00 по местному времени 22 августа 2019 года в тюрьме штата Флорида. Его последний ужин состоял из трех чизбургеров, картофеля фри, бекона и газированного напитка.

## Жертвы
1. 15 марта 1994: Джон Харди Робертс, 59 лет
2. 14 апреля 1994 года Дэвид Алан Джармен, 39 лет.
3. 4 мая 1994 года Милтон Джозеф Брэдли, 72 года.
4. 13 мая 1994 года: Элверсон Картер-младший, 47 лет.
5. 18 мая 1994 года: Альберт Моррис, 38 лет
6. 16 ноября 1994 года: Уолтер "Джей" Хинтон, 47 лет.